# Clochette (fromage)
La Clochette est un fromage au lait de chèvre fabriqué dans plusieurs régions d’élevage caprin comme la Nouvelle-Aquitaine, la Bourgogne-Franche-Comté et la Loire.

## Fabrication
La clochette est un fromage de chèvre au lait cru, à pâte molle non pressée et non cuite qui suit un affinage de trois à quatre semaines de séchage.

## Présentation
En forme de Clochette, 8 cm de diamètre pour 9 cm de hauteur. Son poids est d'environ 250 grammes